# Chabab Riadhi Témouchent
Il Chabab Riadhi Témouchent è una società di calcio algerina fondata nel 1961 e che partecipa attualmente al campionato amatoriale Algerino.
il sede del club Chabab Riadhi Témouchent si trova nella città di Aïn Témouchent situata all'ovest del paese.
I colori della squadra sono il bianco e il rosso.

## Storia
Il 17 maggio 1961 un gruppo composto da Mohradj Hadj Belghaba, Mohamed Attou, Bénamar Hadj Gourine, Zénagui Hadj Yekhled, Boumediène "Diden" Bouri, Saïd Tagri, Salem Yahiaoui, Ahmed Lalaoui, Ahmed Mahdaoui, Sid Ahmed Abden ha fondato la squadra di calcio Chabab Riadhi Témouchent.
Il primo presidente della storia del club è stato Mohamed "Houmani" Hadjeri.
In seguito dopo che l'Algeria ha ottenuto l'indipendenza Hadjeri ha ceduto la carica a Petit Mankour.